# Рамін Резеян
Рамін Резеян (перс. رامین رضاییان, нар. 21 березня 1990, Тегеран) — іранський футболіст, захисник клубу «Остенде».
Виступав, зокрема, за клуби «Саба Ком», «Рах Ахан» та «Персеполіс», а також національну збірну Ірану.

## Клубна кар'єра
У дорослому футболі дебютував 2010 року виступами за команду клубу «Саба Ком», в якій провів три сезони, взявши участь у 97 матчах чемпіонату. Більшість часу, проведеного у складі «Саба Кома», був основним захисником команди.
Своєю грою за цю команду привернув увагу представників тренерського штабу клубу «Рах Ахан», до складу якого приєднався 2013 року. Відіграв за тегеранську команду наступні два сезони своєї ігрової кар'єри. Граючи у складі «Рах Ахана» також здебільшого виходив на поле в основному складі команди.
2015 року уклав контракт з клубом «Персеполіс», у складі якого провів наступні два роки своєї кар'єри гравця.
У 2017 році приєднався до складу клубу «Остенде». Станом на 17 листопада 2017 відіграв за команду з Остенде 6 матчів в національному чемпіонаті.

## Виступи за збірну
2015 року дебютував в офіційних матчах у складі національної збірної Ірану.
У складі збірної був учасником кубка Азії з футболу 2015 року в Австралії.

## Досягнення
- Чемпіон Ірану (1): 2016-17
- Володар Кубка зірок Катару (1): 2020-21
- Володар Кубка Ірану (2): 2023/24, 2024/25